# Свиное ухо (субпродукт)

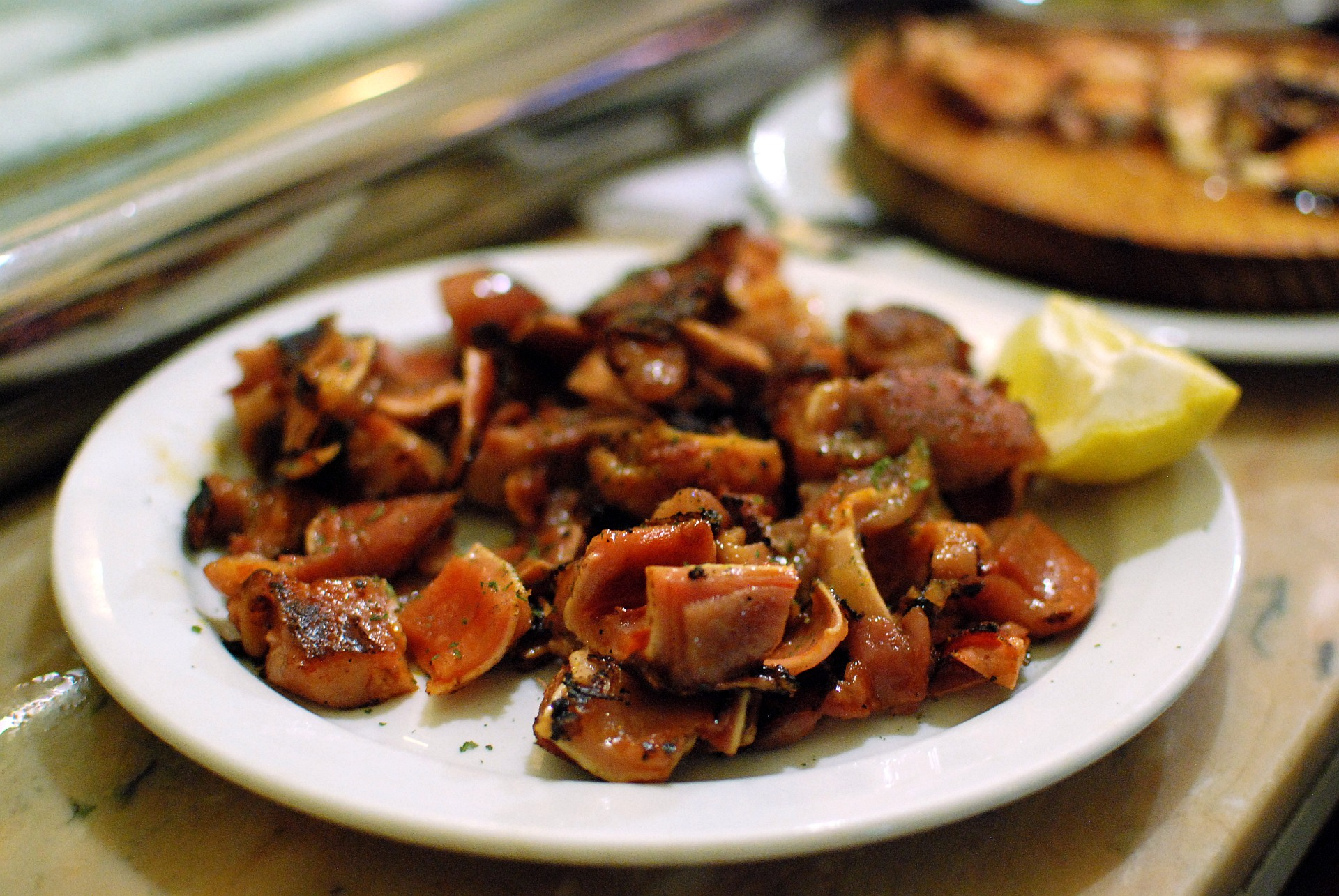
Жареное свиное ухо «ореха де сердо», типичное барное блюдо и тапас в Мадриде

Свиное ухо — субпродукт и блюдо, представляющее собой приготовленное ухо свиньи. Встречается во многих кухнях мира.

## Русская кухня

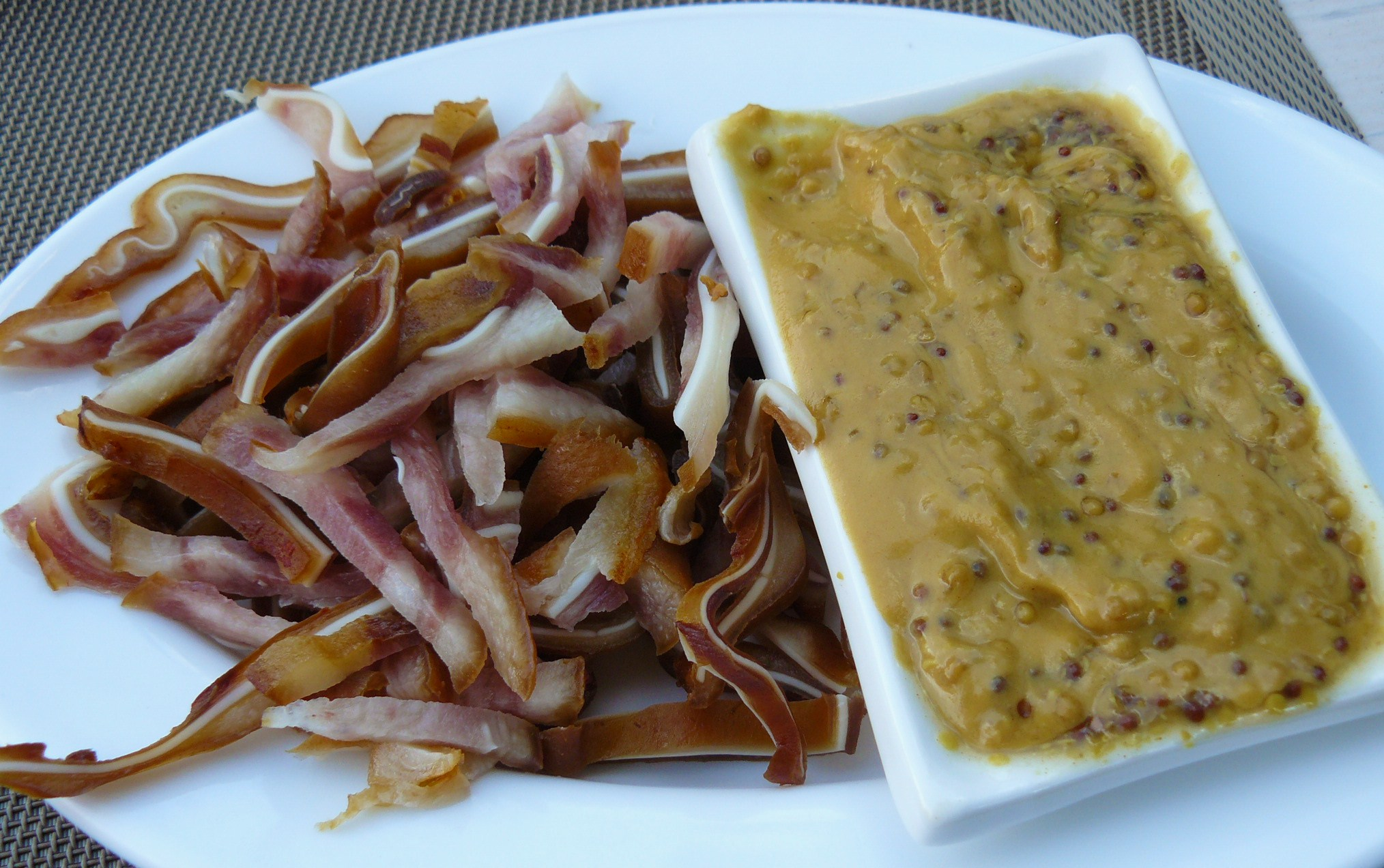
Копчёные свиные уши с горчицей

В русской и украинской кухне свиные уши используются для приготовления холодца. Копчёные уши — как закуска.

## Болгарская кухня

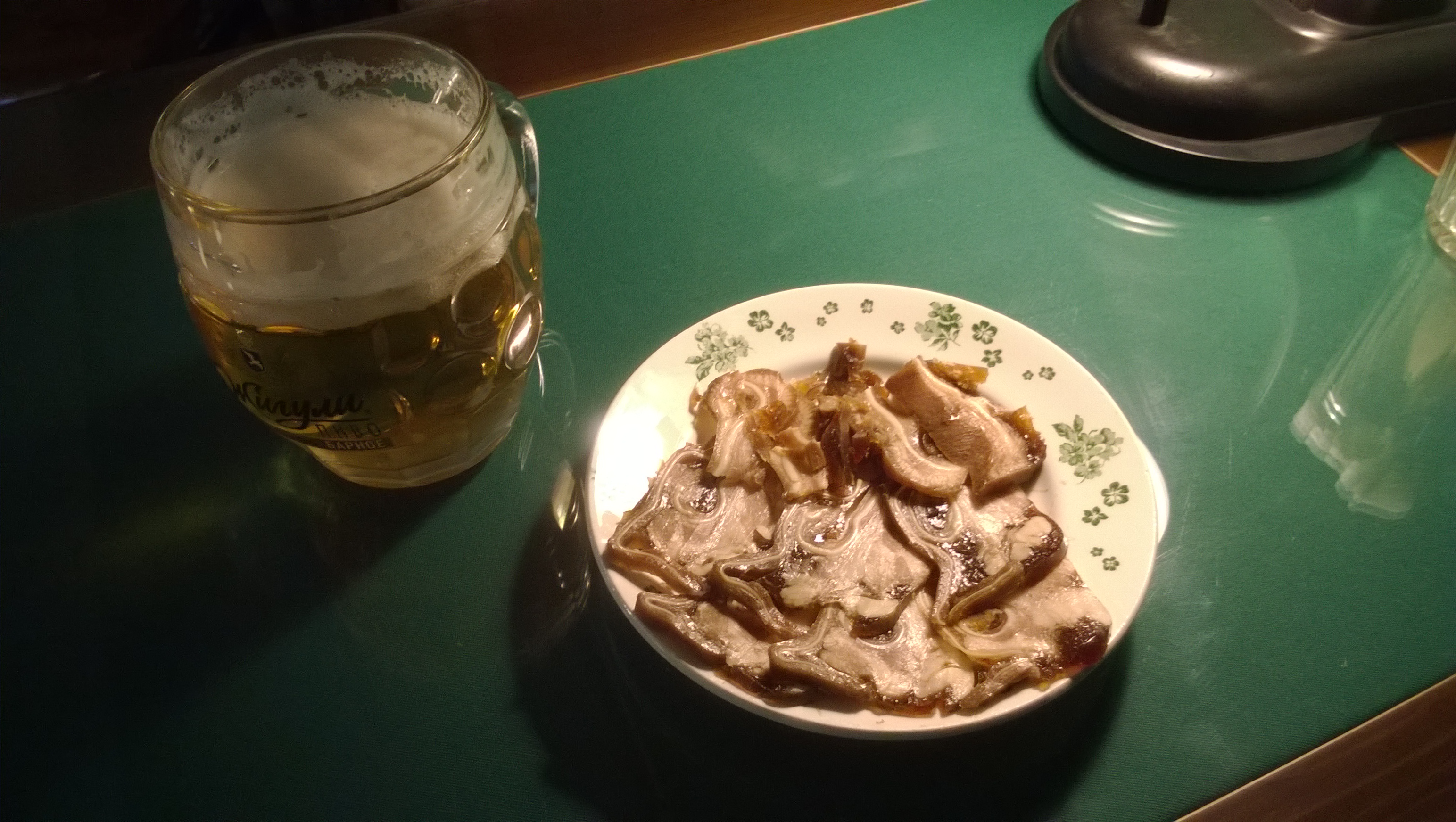
Свиные уши к пиву

В Болгарии свиное ухо используют как закуску к пиву или вину. Его сначала варят, а затем жарят на гриле, подают с лимоном, соевым соусом, солью и молотым перцем.

## Китайская кухня
В китайской кухне свиное ухо часто является закуской или гарниром, называемым 豬耳朵 (пиньин: zhū ěr duo, «свиное ухо»), часто сокращенно 豬耳 (пиньин: zhū er). В некоторых регионах свиные уши известны как 层层脆 (ceng ceng cui, буквально «хрустящие слойки»). Его можно сначала отварить или потушить, а затем нарезать тонкими ломтиками, подавать с соевым соусом или приправить пастой чили. При приготовлении внешняя текстура становится желеобразной, похожей на тофу, а центральный хрящ хрустит. Свиное ухо можно есть теплым или холодным.

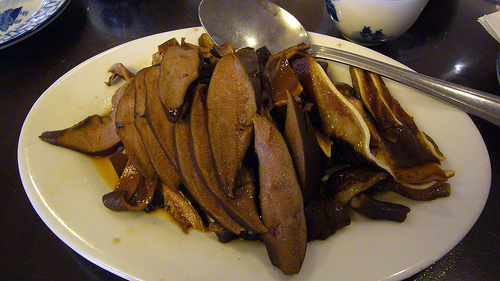
Китайское блюдо lou mei

### Кантонская кухня
В кантонской кухне это ещё один ингредиент, используемый в lou mei (кантонское название блюд, приготовленных путем тушения в соусе, известном как основной бульон или соус лу). Акцент делается на использовании всех съедобных частей свинины. Свиные уши (и лу мэй в целом) деликатесами не считаются.

## Филиппинская кухня
На Филиппинах в блюде, известном как Sisig, могут использоваться свиные уши как часть ингредиентов.

## Литовская кухня
Свиное ухо, известное в Литве как kiaulės ausis, подают либо копченым и нарезанным тонкими полосками в качестве закуски к пиву, либо варёным целиком и подают как основное блюдо с хреном и свежими овощами или соленьями.

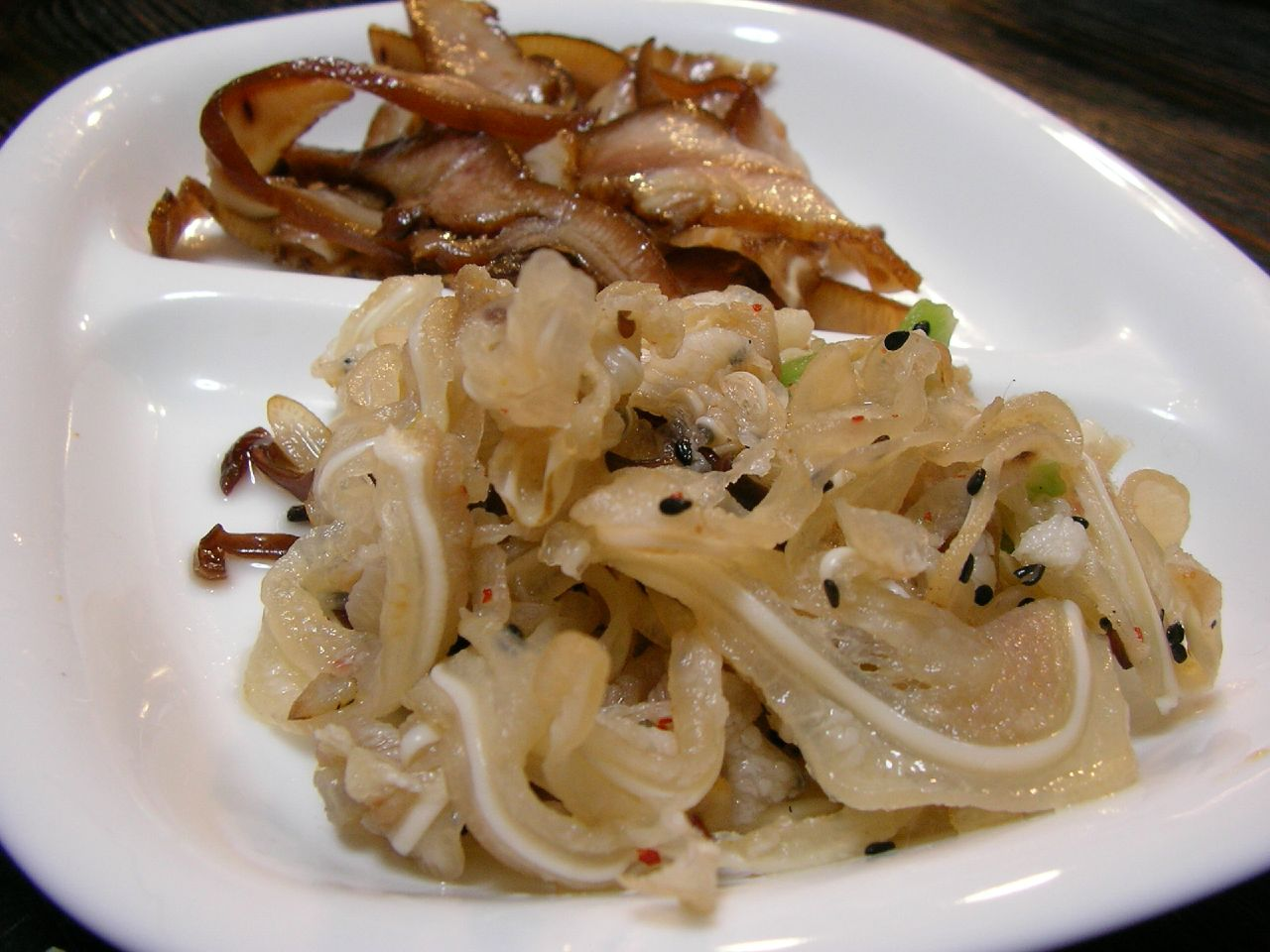
Кусочки mimigaa и chiragaa

## Окинавская кухня
В окинавской кухне свиное ухо называется мимигаа (ミミガー). Его готовят путем варки или маринования и подают с уксусом или в виде сашими (нарезанного сырого мяса). Всю морду свиньи также едят на Окинаве, где она известна как чирагаа (チ ラ ガ ー).

## Испанская кухня
В испанской кухне свиные уши подаются жареными, блюдо называется «ореха де сердо» (исп. oreja de cerdo), одной из закусок тапас, или варится во многих вариантах стью и косидо.

## Португальская кухня
В португальской кухне свиное ухо подают варёным, а затем жареным с чесноком и свежим кориандром, как Orelha de Porco de Coentrada.

## Тайская кухня
В тайской кухне свиные уши используются для приготовления многих различных блюд, среди прочего, в северном тайском блюде под названием чин сом мок (chin som mok, ферментированные нарезанные свиные уши, приготовленные на гриле в банановом листе) и в ям ху му (yam hu mu, тайский салат, приготовленный из нарезанных вареных свиных ушей).

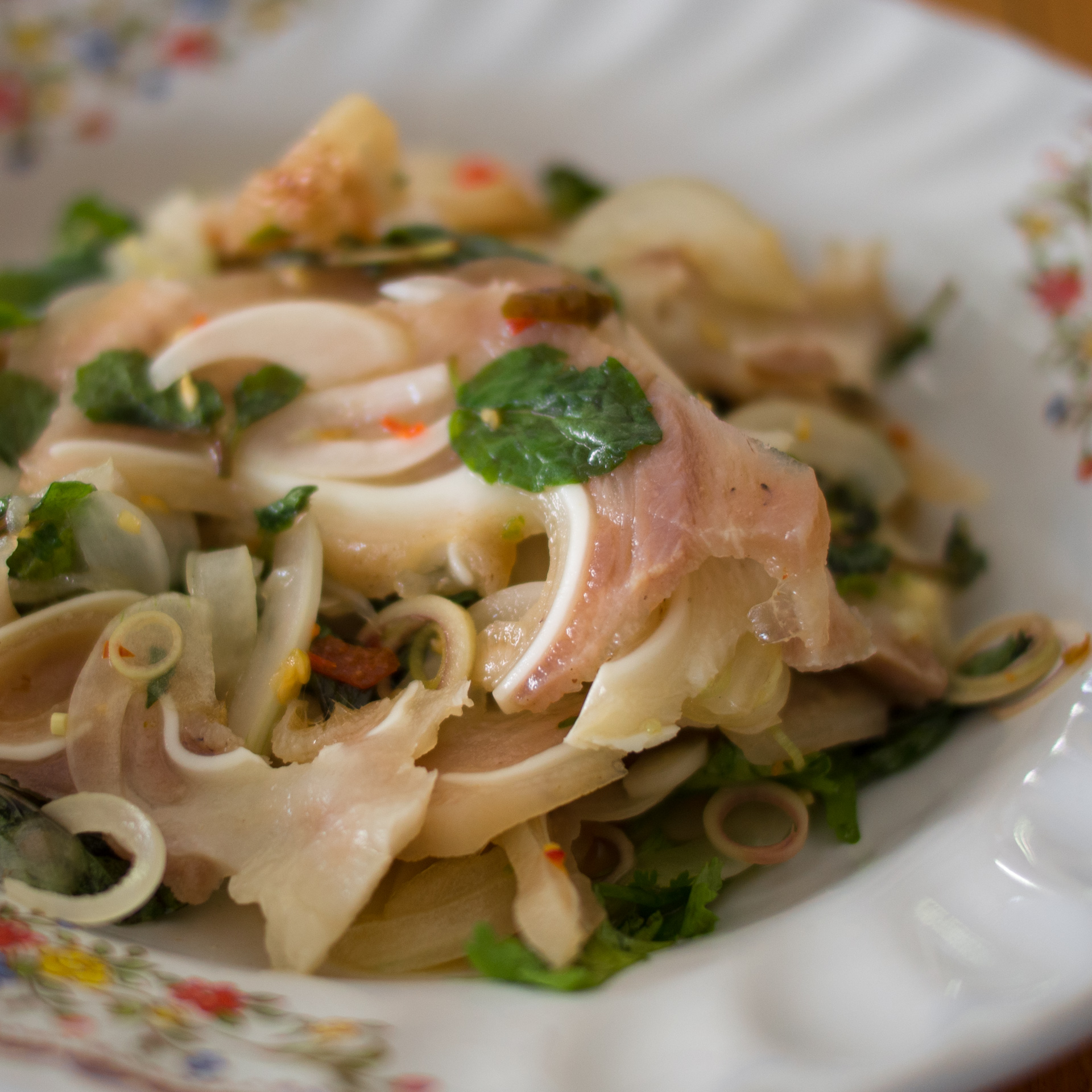
Yam hu mu — тайский салат из нарезанных свиных ушей.

## Кухня США
Свиные уши являются частью кухни соул-фуд, зародившейся среди афроамериканцев на юге Соединённых Штатов.
«Свиные уши» — это также местное разговорное название изделия из варёного теста. Тесто, похожее на оболочку для пирога, раскатывают, а затем разрезают на большие круги (обычно диаметром 3 дюйма). В центр кладут сладкую фруктовую или пикантную сырную начинку. Тесто складывается, а затем запечатывается зубцами вилки. «Свиные уши» варят до готовности. и едят, пока они тёплые. Их также можно «закончить» после варки путем запекания, обжаривания во фритюре или на сковороде; часто их посыпают сахарной пудрой.
Ливермаш — это продукт из свинины, который распространен в западной части Северной Каролины и готовится из свиной печени, свиных ушей и носа, кукурузной муки и специй.

## Вьетнамская кухня
Во вьетнамской кухне свиное ухо тонко нарезают и смешивают с обжаренной рисовой мукой мелкого помола. Его можно есть отдельно или завернуть в рисовую бумагу с травами и подавать с вьетнамским соусом для макания.